# Ганнуши, Мохаммед
Мохаммед Ганнуши (у журналистов в январе 2011 года ошибочно — Ганнучи) (араб. محمد الغنوشي‎ - Muhammad al-Ghannushi; фр. Mohamed Ghannouchi; род. 18 августа 1941) — тунисский политик, временный президент Туниса с 14 по 15 января 2011 года, премьер-министр Туниса с 17 ноября 1999 до 27 февраля 2011 года, принадлежащий к правящей партии страны Демократическое конституционное объединение, исключён из партии 18 января 2011 года. До этого в 1992—1999 годах Ганнуши был министром по делам международного сотрудничества и иностранных инвестиций.
Карьера Ганнуши началась в секретариате государственного планирования и национальной экономики. В 1975 году он возглавил департамент общего планирования. В июне 1982 года он возглавил департамент госплана. В сентябре 1987 года получил должность государственного секретаря, отвечающего за госплан. Через месяц, с приходом к власти Бен Али, Ганнуши получил пост министра планирования.
С 1998 года был членом Центрального комитета RCD. Через 3 года после этого был включен в Политбюро партии.
В результате «Второй Жасминовой революции 2010—2011 годов» президент Туниса Зин эль-Абидин Бен Али бежал из страны, покинув свой пост 14 января 2011 года, и Ганнуши, в соответствии со ст. 56 Конституции Тунисской Республики, приступил к временному исполнению функций Президента Республики, что продолжалось лишь до следующего дня, поскольку Конституционный Совет Тунисской Республики 15 января решил, что в сложившейся ситуации больше подходит ст. 57 Конституции, в соответствии с которой временным президентом страны стал председатель нижней палаты тунисского парламента — Палаты Представителей Фуад Мебаза. При этом Ганнуши действительно в течение дня был временным президентом, поскольку на тот момент законно было применить именно 56-ю статью, а с прояснением обстоятельств бегства Бен Али — 57-ю. В тот же день, передав пост временного президента спикеру нижней палаты парламента, Ганнуши принял предложение оппозиции сформировать коалиционное правительство страны.
18 января 2011 года под давлением оппозиции премьер-министр Ганнуши вышел из состава правящего Демократического конституционного объединения , а 27 февраля 2011 года ушёл в отставку, заявив, что не готов принимать решения, которые могут привести к жертвам.